# Ürge
Az ürge (Spermophilus, korábban: Citellus) az emlősök (Mammalia) osztályának rágcsálók (Rodentia) rendjébe, ezen belül a mókusfélék (Sciuridae) családjába tartozó nem.

## Rendszertani eltérés
A legújabb DNS-vizsgálatok alapján a korábban alnemként kezelt taxonokat nemi rangra emelték. Tehát a korábban alnemekbe sorolt állatok manapság többé nem tartoznak az ürge nembe.

## Előfordulása, élőhelye
A nem 15 faja a Föld északi féltekéjén fordul elő. Európában két fajuk él: a közönséges és a gyöngyös ürge; előbbi Magyarországon védett állat, utóbbi hazánktól északkeletre él, rendszerint a füves síkságokon. A kainozoikumi eljegesedések során több fajuk élt Európában, de az erdők terjeszkedésével sorra szűntek meg természetes élőhelyeik.

## Megjelenése, életmódja
Növényeket eszik, főleg fűféléket és magvakat, de kifosztja a madarak fészkét is. Telepes állat. Kétféle kotorékot ás: külön éjszakai és téli búvóhelyet, és külön nappali, rövid időre használt menedéket. Téli álmot alszik.

## Rendszerezése
A nembe az alábbi 15 faj tartozik:
- alaschani ürge (Spermophilus alashanicus) Büchner, 1888 – nem fenyegetett.
- Spermophilus brevicauda Brandt, 1843 - korábban a Spermophilus erythrogenys alfajának tekintették
- közönséges ürge (Spermophilus citellus) Linnaeus, 1766 fokozottan védett (250 000 Ft) – veszélyeztetett, sebezhető.
- Dauri ürge (Spermophilus dauricus) Brandt, 1843 – nem fenyegetett.
- Spermophilus erythrogenys Brandt, 1841 – nem fenyegetett.
- sárga ürge (Spermophilus fulvus) Lichtenstein, 1823 – nem fenyegetett.
- Spermophilus major Pallas, 1778 – mérsékelten veszélyeztetett.
- kaukázusi ürge (Spermophilus musicus) Ménétries, 1832 – nem fenyegetett; egyes kutatók a kis ürge alfajának tekintik.
- Spermophilus pallidicauda Satunin, 1903
- kis ürge (Spermophilus pygmaeus) Pallas, 1778 – nem fenyegetett.
- Spermophilus ralli Kuznetsov, 1948 - korábban a Tien San hegységi ürge alfajának tekintették Spermophilus relictus ralli néven
- Tien San hegységi ürge (Spermophilus relictus) Kashkarov, 1923 – nem fenyegetett.
- gyöngyös ürge (Spermophilus suslicus) (Güldenstaedt, 1770) – veszélyeztetett, sebezhető.
- Spermophilus taurensis Gündüz et al. 2007[3]
- kis-ázsiai ürge (Spermophilus xanthoprymnus) Bennett, 1835 – nem fenyegetett.

## Híres ürgék
Magyarországon egy téves közhiedelem a Micimackó kalandjai c. rajzfilm egyik szereplőjét ürgének tartja, amely  az az eredeti regényben  még nem volt benne, csak az amerikai rajzfilmesek toldották hozzá. Az eredeti angol nyelvű verzióban ez a rágcsáló nem ürge, hanem egy tasakospatkány, amely Észak-Amerikában honos kártékony rágcsáló. Ezt tükrözi Ürge eredeti angol neve Gopher, amely a tasakospatkány angol elnevezése. Mivel ez az állat ismeretlen Európában, ezért a magyar szinkron készítő egy nálunk is ismert, a tasakospatkányra hasonlító rágcsálóra, az ürgére módosították a nevét. Ez a név meggyökeresedett a köztudatban, ezért Micimackó rágcsálóbarátját Ürgének ismerik a magyar tévénézők és gyerekek.

## Felhasználása
Amíg sok volt belőle, az ürgét gyakran megették; az ürgeöntés legismertebb irodalmi feldolgozását Petőfi Sándor: Arany Lacinak című költeményében olvashatjuk. Valamennyi ürgefaj szőrméje félnemes prém: szűcsipari alapanyag.